# Jacques Futrelle
Jacques Futrelle, né le 9 avril 1875 dans le comté de Pike (Géorgie) et mort le 15 avril 1912 dans l'Atlantique nord, à bord du Titanic, est un écrivain américain, surtout connu comme auteur de nombreuses nouvelles policières mettant en scène le détective Augustus SFX Van Dusen, surnommé la « Machine à penser ».

## Biographie

### Jeunesse
Fils de Wiley Harmon Heath Futrelle,, enseignant d'Atlanta et de Linnie Bevill Futrelle, il fréquente l'école de son comté, tout en étant éduqué par son père qui lui apprend notamment le français. Pendant sa scolarité, il apprend également les rudiments de l'imprimerie.

### Carrière
À l'âge de 18 ans, il rejoint l’Atlanta Journal, puis après une courte période pour le Boston Post, il retourne au service de son premier employeur. Il fonde la section « sports » de ce journal. Il est également employé du New York Herald à la même époque.
En 1895, il se marie avec Lily May Peel, elle aussi femme de lettres. Tous deux ont deux enfants, Virginia et Jacques Jr. La famille réside à Scituate (Massachusetts) après quelques années à New York. Futrelle achète même la première automobile de Scituate.
Futrelle devient ensuite gérant, en 1902, d'un petit théâtre de Richmond. Il écrit quelques pièces de théâtre et joue parfois. À la même époque, il commence à écrire des nouvelles policières.
À partir de 1904, il collabore au Boston American de William Randolph Hearst, dans lequel sont publiés ses récits. Très vite il se spécialise dans les histoires policières, créant un personnage rapidement populaire, le professeur Augustus SFX Van Dusen, surnommé la « Machine à penser ». Dès 1906, il quitte le journal pour se consacrer à plein temps à l'écriture. Il commence alors à écrire des romans.

### Mort
En 1912, Futrelle et son épouse partent effectuer un voyage en Europe. Le 10 avril 1912, ils embarquent à bord du Titanic dont ils occupent la cabine C-123. Le jour du départ, Futrelle discute avec le photographe Francis Browne et ce dernier le prend en photo devant le gymnase du navire. Browne ayant débarqué à Queenstown le lendemain, c'est le dernier cliché de Futrelle existant.
La veille du départ, Futrelle fêtait son anniversaire avec des amis à Londres. La fête s'est terminée tard dans la nuit, mais les Futrelle ont rejoint Southampton et ont ainsi pu embarquer. Lily May Futrelle a par la suite déclaré que si son mari « s'était saoulé cette nuit-là, il n'aurait pu embarquer, et serait encore en vie. Mais il n'a jamais beaucoup bu ».
Le soir du naufrage, Jacques conduit son épouse à bord du canot D, et elle le voit pour la dernière fois fumant avec John Jacob Astor. Une plaque lui est dédiée près de la tombe de sa mère.

### Famille
Son épouse, après avoir survécu au naufrage, est morte en 1967 à l'âge de 91 ans. Sa fille Virginia est morte en 1981 et son fils Jacques, après être devenu éditoraliste du Washington Post, est mort en 1979.

### La «Machine à penser»
Les histoires policières restées célèbres de Futrelle sont la quarantaine de nouvelles qui mettent en scène le professeur Augustus SFX Van Dusen, surnommé la « Machine à penser ». Sa toute première et sa plus fameuse aventure, Le Problème de la cellule 13, est publiée sous forme de feuilleton dans les pages du Boston American en 1905. Le succès est immédiat, et le public exige d'autres enquêtes du savant détective. C'est que, dans cette première aventure, Futrelle se montre fort astucieux et un solide précurseur de l'énigme en chambre close, en la résolvant de façon brillante et rationnelle par le truchement de son héros. La plupart de ses histoires — et c'est ce qui en illustre la qualité, à quelques infimes détails près — voient le héros utiliser les moyens scientifiques de son époque sans que l'intrigue en paraisse pour autant vieillie. D'ailleurs, en 1937, soit 25 ans après le décès de son auteur, et 32 après sa parution, lors d’un concours organisé par les éditeurs d'un journal de jeunes afin de choisir quelle était selon eux la meilleure nouvelle policière, c'est Le Problème de la cellule 13 qui obtient le plus de voix.
Les principales nouvelles de Jacques Futrelle sont réunies en deux volumes parus aux États-Unis en 1907 et 1908. Elles ont également été publiées en Angleterre dans les journaux de Lord Beaverbrock.
Si Jacques Futrelle avait vécu au-delà de sa trente-septième année, il serait certainement devenu l'une des figures dominantes dans l'histoire de la nouvelle policière aux États-Unis, car, dans la conception de ses récits et l'art de les conter, il marque une avance considérable pour l'époque. Futrelle est parfois considéré comme une des sources d'inspiration d'Agatha Christie.
En France, un choix de treize histoires de la « Machine à penser » ont été traduites en 1989 aux éditions Terrain Vague-Losfeld, puis rééditées en 1998 aux éditions Payot & Rivages.
Outre les récits de la « Machine à penser », Futrelle crée en 1905 le détective Darracq, héros de quelques nouvelles. En 1909, il donne également Elusive Isabel, un roman d'espionnage sur fond de politique internationale qui semble anticiper la Première Guerre mondiale.

## Œuvre

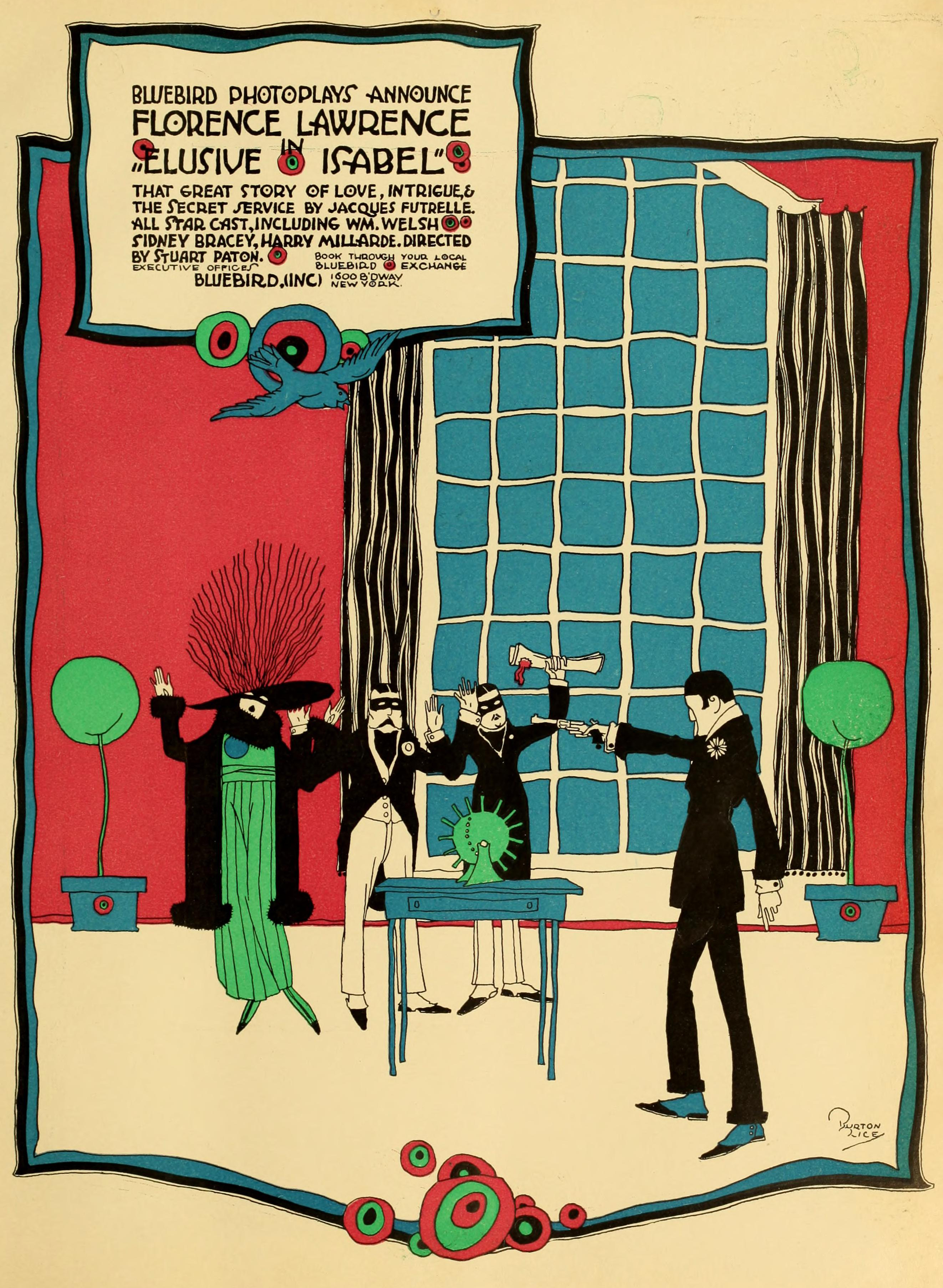
Adaptation de son roman Elusive Isabel au cinéma par Stuart Paton en 1916. Affiche de Burton Rice.

### Romans

#### SérieLa Machine à penser
- The Chase of the Golden Plate (1906)

#### Autres romans
- The Simple Case of Susan (1908), réédition dans une version remaniée en 1915 par May Futrelle sous le titre Lieutenant What's-His-Name
- The Diamond Master (1909)
- Elusive Isabel ou The Lady in the Case (1909)
- The High Hand ou The Master Hand (1911)
- My Lady's Garter (1912), publication posthume Publié en français sous le titre Le Trésor du faucon, Paris, Les Moutons électriques, 2015, 240 p.  (ISBN 978-2-361-83193-6)
- Blind Man's Bluff (1914), publication posthume

### Recueil de nouvelles

#### SérieLa Machine à penser
- The Thinking Machine (1907), réédité en 1918 sous le titre The Problem of Cell 13
- The Thinking Machine on the Case (1908), réédité sous le titre The Professor on the Case Publié en français dans un choix de nouvelles tirés des deux recueils ci-dessus sous le titre Treize enquêtes de la machine à penser, traduit par Carole Gratias et Danièle Grivel, Paris, Éditions Terrain Vague/Losfeld, « Bibliothèque de l'insolite », 1989 ; réédition, Paris, Payot & Rivages, « Rivages/Mystère » no 29, 1998, p. 397,  (ISBN 2743603836)

#### SériePaul Darracq
- The Secret Exploits of Paul Darracq (1912), publication posthume

### Nouvelles

#### SérieLa Machine à penser
- The Problem of Cell 13 (1905) Publié en français sous le titre Le Problème de la cellule 13, Paris, Opta, Mystère magazine no 228, janvier 1967 ; réédition dans 20 mystères de chambres closes, Paris, Terrain Vague/Losfeld, 1988 ; réédition dans l'anthologie T Publié en français dans une autre traduction sous le titre Le Problème de la cellule 13, traduit par Isabelle Reinharez, Paris, Syros jeunesse, « Souris noire » no 33, 1999 ; réédition dans l'anthologie Choix de maîtres, Paris, Albin Michel, 2003
- The Flaming Phantom (1905) Publié en français sous le titre Le Fantôme de la villa Esteve, dans l'anthologie Le Gong mystérieux, Lausanne, G. Vaney-Burnier, 1929
- The Roswell Tiara (1906) Publié en français sous le titre La Tiare de Roswell, Paris, Revue Association 813 no 27, mars 1989
- The Haunted Bell (1906) Publié en français sous le titre Le Gong mystérieux, dans l'anthologie Le Gong mystérieux, Lausanne, G. Vaney-Burnier, 1929 Publié en français dans une autre traduction sous le titre Le Mystère du gong hanté dans l'anthologie Treize enquêtes de la machine à penser (voir ci-dessus)
- The Missing Necklace (1906) Publié en français sous le titre L'Affaire du collier disparu dans l'anthologie Treize enquêtes de la machine à penser (voir ci-dessus)
- The Thinking Machine Investigates ou My First Experience with the Great Logician (1907) Publié en français sous le titre La Machine à penser entre en scène, Paris, Opta, Mystère magazine no 228, janvier 1967 ; réédition dans l'anthologie Treize enquêtes de la machine à penser (voir ci-dessus)
- The Great Auto Mystery (1907)
- The Man Who Was Lost (1907)
- The Mystery of a Studio (1907)
- The Ralston Bank Burglary (1907)
- The Scarlet Thread (1907)
- The Problem of the Stolen Rubens (1907) Publié en français sous le titre Le Rubens volé, Paris, Opta, Mystère magazine no 1, janvier 1948
- The Crystal Gazer (1907) Publié en français sous le titre Dans la boule de cristal dans l'anthologie Treize enquêtes de la machine à penser (voir ci-dessus)
- The Deserted House ou The Problem of the Desert House (1907)
- The Grinning God (1907), en collaboration avec May Futrelle Publié en français sous le titre Le Bouddha ricanant, Paris, Opta, Mystère magazine no 72, janvier 1954 ; réédition, Paris, Hatier, Les Classiques du polar, 1994
- The House That Was (1907) Publié en français sous le titre La maison était bien là, Paris, Opta, Mystère magazine no 72, janvier 1954
- The Problem of The Vanishing Man (1907) Publié en français sous le titre L'Homme à éclipses, Paris, Opta, Mystère magazine no 46, novembre 1951 ; réédition dans l'anthologie Les Meilleures Histoires de chambres closes, Paris, Minerve, 1985
- The Fatal Cypher (1907) Publié en français sous le titre Le Cryptogramme fatal, dans l'anthologie Le Gong mystérieux, Lausanne, G. Vaney-Burnier, 1929 ; réédition sous le titre Le Chiffre fatal dans l'anthologie Treize enquêtes de la machine à penser (voir ci-dessus)
- A Perfect Alibi ou His Perfect Alibi (1907) Publié en français sous le titre Un parfait alibi dans l'anthologie Treize enquêtes de la machine à penser (voir ci-dessus)
- The Brown Coat (1907) Publié en français sous le titre Le Secret du pardessus dans l'anthologie Treize enquêtes de la machine à penser (voir ci-dessus)
- The Lost Radium (1907) Publié en français sous le titre Le Radium volé dans l'anthologie Treize enquêtes de la machine à penser (voir ci-dessus)
- The Silver Box ou The Leak (1907) Publié en français sous le titre La Fuite, Paris, Opta, Mystère magazine no 31, août 1950 ; réédition, Paris, Opta, L'Anthologie du mystère no 4, 1964 ; réédition sous le titre L'Impossible Indiscrétion dans l'anthologie Treize enquêtes de la machine à penser (voir ci-dessus)
- The Interrupted Wireless (1907) Publié en français sous le titre Le Message interrompu dans l'anthologie Treize enquêtes de la machine à penser (voir ci-dessus)
- The Disappearance of Baby Blake ou Kidnapped Baby Blake, Millionaire (1907) Publié en français sous le titre L'Enlèvement du bébé Blake, dans l'anthologie Treize enquêtes de la machine à penser (voir ci-dessus) ; réédition de cette seule nouvelle chez l'éditeur Syros jeunesse, « Souris noire » no 45, 2000
- The Phantom Motor (1908)
- The Problem of The Cross Mark Publié en français sous le titre L'Étrange Aventure du comédien dans l'anthologie Treize enquêtes de la machine à penser (voir ci-dessus)
- The Problem of The Hidden Million Publié en français sous le titre Le Problème du million introuvable dans l'anthologie Treize enquêtes de la machine à penser (voir ci-dessus)
- The Superfluous Finger Publié en français sous le titre Le Doigt superflu dans l'anthologie Treize enquêtes de la machine à penser (voir ci-dessus)
- The Case of the Life Raft ou The Tragedy of the Lift Raft (1912)
- The Case of the Scientific Murderer ou The Case of the Mysterious Weapon ou An Absence of Air (1912)
- The Jackdaw Girl (1912)
- The Problem of the Auto Cab
- The Problem of the Broken Bracelet
- Convict no. 97
- A Dressing Room
- The Ghost Woman
- The Golden Dagger
- The Green Eyed Monster
- The Knotted Cord
- The Motor Boat
- The Mystery of Room 666
- The Opera Box
- The Organ Grinder
- A Piece of String
- Prince Otto
- The Private Compartment
- The Red Rose
- The Problem of the Souvenir Cards
- The Three Overcoats
- The Yellow Diamond Pendant

#### SériePaul Darracq
- The Great Suitcase Mystery (1905)
- The Statement of the Accused ou The Mystery of Room 666 (1908) Publié en français sous le titre Je, soussigné, déclare, Paris, Opta, Mystère magazine no 20, septembre 1949
- The Flying Eye (1912)
- Two Gentlemen Incog. (1912)
- The Dead Woman (1912)

#### Autres nouvelles
- The Gray Ghost (1905)
- The Goddess of the Turf (1905)
- Chasing a Rainbow (1906)
- Diogenes Pauses (1906)
- The Irresistible Force (1907)
- When the Flag Falls (1907)
- Enter the Duke (1907)
- The Wonder of It (1908)
- Lord Bill Jones (1909)
- The Painted World (1912), nouvelle posthume
- At Every Point (1916), nouvelle posthume

## Sources
- Claude Mesplède, Dictionnaire des littératures policières, vol. 1 : A - I, Nantes, Joseph K, coll. « Temps noir », 2007, 1054 p. (ISBN 978-2-910-68644-4, OCLC 315873251), p. 798-799.